# Kimpton Fitzroy London Hotel
Kimpton Fitzroy London Hotel er et femstjernet hotel, der ligger ud til Russell Square, Bloomsbury, i London Borough of Camden. Fra 1900 til 2018 hed det Hotel Russell

## Historie
Hotellet blev opført i 1898 af arkitekten Charles Fitzroy Doll. Det har en markant facadebeklædning af thé-au-lait ("te med mælk") terrakotta og er baseret på Château de Madrid, der ligger på Bois de Boulogne i Paris. Hotellets restaurant blev navngivet efter arkitekten, men har siden fået navnet Tempus. Den siges at være næsten identisk med RMS Titanics spisesal, som han også designede. På anden sal findes en drage i bronze kaldet Lucky George. Den er ligeledes en kopi af en drage, som var ombord på Titanic.
Hotellet er kendt for sit statelige design, og indretningen og inventaret inkluderede møbler til en værdi af £25.000, en udsmykket trappe i marmor fra Pyrenæerne og en indendørs vinterhave. Alle værelser har et en-suite badeværelse, hvilket var en stor innovation på tidspunktet for opførslen.
Der blev bygget et søsterhotel af samme arkitekt, Imperial Hotel, på Russell Square, men det blev revet ned i slutningen af 1960'erne.
Over indgangen findes fire skulpturer af britiske dronninger; Elizabeth 1., Maria 1., Maria 2. og Anne, som er udført af Henry Charles Fehr. 
Facaden, som er udført af Doll, inkorporerer våbenskjold på mange af verdens nationer, som de så ud i 1898 i spandrillerne på første sal.
.
Hotellet var et af de fe få, der ikke blev overtaget af de britiske War Office under anden verdenskrig. Det har overlevet krigen stort set intakt, men en stor kuppel på taget blev voldsomt ødelagt af et luftangreb i 1941, og er ikke blevet genopført. Det er i dag ejet og drives af Principal Hotel Company.
Russell Group Universities er navngivet efter Hotel Russell, hvor der føres uformelle møder foregik.
Hotellet genåbnede efter en omfattende ombygning den 16. april 2018.

## Gallery
- Statuer af britiske dronninger på Hotel Russells facade af Henry Charles Fehr.
- Pyrenean Marble Staircase.
- The Tempus Restaurant på Hotel Russell.